# Studiekamraten
Studiekamraten är en folkbildningstidskrift utgiven och redigerad av studiecirkel inom Arbetarnas bildningsförbund (ABF).
Tidskriften grundades 1919 i en ABF-studiecirkel nr 503, med bland andra tjänstemannen på Arbetarrörelsens arkiv Ivar Dahlberg som drivande kraft. Utöver en kort sejour 1920-21 med Harry Blomberg som avlönad var det Dahlberg som blev tidningens ideellt arbetande redaktör de efterföljande 40 åren.
Studiekamraten hade många av Sveriges främsta folkbildare som ideella medarbetare, till exempel Hans Larsson, Erik Hedén, Odal Ottelin, Torsten Fogelqvist, Alf Ahlberg, Örjan Lindberger, Staffan Björck, Ingvar Holm, Hans Ruin, Ragnar Hoppe, Sixten Strömbom, Gustav Munthe, Sten af Geijerstam, Arne Munthe, Tomas Hammar, Gustav Hilleström, Nathanael Beskow, Gillis Hammar, Carl Cederblad, Karl Petander, Rickard Lindström, Johan-Olov Johansson, Hugo Heffler, Gunnar Hirdman, Sten Sjöberg och Vladimir Oravsky.
Studiekamraten har också ägnat sig åt bokutgivning. Efter 1997 har verksamheten enligt uppgift upphört.